# کازوکی سایتو (بازیکن فوتبال، زاده ۱۹۹۶)
کازوکی سایتو (ژاپنی: 齋藤 和希؛ زادهٔ ۲۶ ژوئیهٔ ۱۹۹۶) یک بازیکن فوتبال اهل ژاپن است.
از باشگاه‌هایی که در آن بازی کرده‌است می‌توان به باشگاه فوتبال کاتالر تویاما اشاره کرد.